# El Español
El Español est un site espagnol d'actualité lancé en octobre 2015 par le journaliste Pedro J. Ramírez, ancien directeur du quotidien El Mundo. 

## Historique
En février 2014, Pedro J. Ramírez est limogé de son poste de directeur de El Mundo. Il se lance alors dans un nouveau projet journalistique avec sa fille, María Ramírez Fernández. Le capital a été constitué en partie par du financement participatif,. 
Le nom du site,  El Español, fait référence selon Pedro J. Ramírez au quotidien fondé au XIXe siècle par Blanco White à Londres pour défendre la liberté en Espagne.
En août 2016, El Español signe un partenariat avec le site d'actualité basé à Barcelone Crónica Global.

## Ligne éditoriale
Pedro J. Ramírez est défavorable à  Mariano Rajoy. Pour autant, c'est un proche de l’aile dure du parti de Mariano Rajoy, le Parti populaire (PP), libéral-conservateur. Ce nouveau média complète un panorama de médias espagnols qui a connu des évolutions significatives ces dernières années, avec des sites d’information souvent créés par des journalistes licenciés lors des plans sociaux réalisés par les principaux quotidiens, El País et El Mundo notamment, dont, parmi ceux devenus les plus notoires, ElDiario.es, à gauche, et El Confidencial, au centre droit.